# Solanum unilobum
Solanum unilobum là loài thực vật có hoa trong họ Cà. Loài này được (Rusby) Bohs miêu tả khoa học đầu tiên năm 1995.